# Ato Edmunds-Tucker
O Ato Edmunds-Tucker foi uma lei de 1887 aprovada em resposta ao conflito existente entre o Congresso dos Estados Unidos e A Igreja de Jesus Cristo dos Santos dos Últimos Dias sobre a poligamia. O ato é encontrado no Código Americano Título 48 e 1461, texto integral, 24 Stat. 635, com esta anotação deve ser interpretado no Volume 24, página 635 do Estatuto Geral dos Estados Unidos. A lei foi revogada em 1978.

## História
O ato desintegrou tanto a Igreja Mórmon quanto o Fundo Perpétuo para Emigração, alegando que a igreja praticava a poligamia. A lei proibia a prática da poligamia e punia com uma multa de quinhentos a oitocentos dólares e prisão de até cinco anos. A lei dissolveu a corporação da igreja e confiscou todas as suas propriedades, alegando que a igreja possuía uma multa no valor de cinquenta mil dólares. A lei foi imposta por uma série de deputados.